# آرامگاه پیر زاویه لار
مقبره پیر زاویه لار مربوط به دوره صفویه است و در لار، خیابان مدرس شمالی، کوچه روبروی مسجد جامع واقع شده و این اثر در تاریخ ۱۹ مرداد ۱۳۸۴ با شمارهٔ ثبت ۱۲۷۳۹ به‌عنوان یکی از آثار ملی ایران به ثبت رسیده است.

## تاریخچه
در دوران شاه عباس بنا به سیاستهای عصر صفوی، جمعی از روحانیون شیعه به لار منتقل می شوند تا امور مذهبی منطقه را به دست گیرند. یکی از این روحانیون «سید محمد زاویه» بود که از قدیمی ترین روحانیون شیعه در لار می باشد. سید محمد زاویه بن سید علی بن سید محمد بن سید اسدالله بن سید عبدالمطلب بن سید عبدالله جرجانی به فرمان شاه عباس در دوره صفویه برای ترویج اسلام از اصفهان که محل تحصیل او بوده به لار عزیمت می نماید. سید محمد اهل گرگان بوده که در اصفهان به تحصیل اشتغال داشته و به سبب اینکه در گوشه ای از مدرسه اصفهان زندگی می کرده به زاویه اشتهار یافته است. 
پیر زاویه در لار در محله امامزاده مدفون است و خانواده های مصطفوی، تبیان، مورخ و شیخ الاسلامی از همان شجره اند. مقبره وی در شهر قدیم لار در یکی از کوچه های محله پاقلعه، نزدیک امامزاده میرعلی‌ بن حسین واقع است.
اگرچه بر اساس مدارک موجود، از لحاظ اجتماعی پیش از دوران صفویه حداکثر جمعیت اهل سنت را داشته است و دارای گروه های قدرتمند مذهبی شاخه متصوّفه بوده است ، اما از دوره صفویه به بعد بر اثر اعمال سیاست های ویژه مذهبی، بافت اجتماعی آن دچار تغییرات عمده ای شد و دو گروه مذهبی تشیع و تسنن و بومیان یهودی از عمده ترین گروه های مذهبی آن به شمار می آمدند. نخستین هسته های شکل گیری قدرت روحانیت شیعه در فارس جنوبی از دوره صفویه آغاز شد و مهاجرت سادات گلپایگان به لارستان و نواحی جنوبی فارس از دوره شاه عباس اول و با عنوان اداری «شیخ الاسلام» شکل گرفت. سید محمد زاویه از نخستین روحانیون مهاجر عصر صفویه به لارستان است که مقبره او در یکی از محلات قدیم لار واقع شده است. کتیبه مقبره او در حفریات سال ۱۳۸۰ به دست آمد که نسبت او را به موسی کاظم رسانده است. خاندان سید محمد زاویه و بازماندگان ایشان با عنوان «شیخ الاسلامی» در لارستان و فارس جنوبی در دوران افشاری و زندیه و قاجاری در منطقه حضور فعال و مثمر ثمر داشته اند.
آخرین نسل ذکور سادات «زاویه» در دوره ناصرالدین شاه قاجار از دنیا رفت و دوره اقتدار این خانواده در بافت مذهبی لارستان و جنوب فارس قطع و منطقه با خلا حضور روحانی روبرو شد. فتحعلی خان گراشی، بیگلربیگی لارستان، با اطلاع از این موضوع در صدد دعوت روحانی بر آمد و از این رو، آیت الله شیخ علی رشتی را به لار دعوت کرد. حضور این روحانی در منطقه چندان نپایید و عدم همراهی کامل او با فتحعلی خان بیگلربیگی لارستان، و حمایت قطعی از مردم موجب شد که ایشان در ۱۳۰۷ هجری در یک حادثه مشکوک فوت میکند و در اذهان مردم شایع شد که او توسط دست نشاندگان بیگلربیگی لارستان مسموم شده است.
این حادثه موجب تحریک افکار عمومی و شکل گیری اقداماتی شد که نهایتاً به دعوت آیت الله لاری از نجف منتهی گردید. در پی جلسه مشورتی تجار لارستان با شناخت کامل از شرایط اجتماعی و سیاسی منطقه و در یک اقدام پیشگیرانه در صدد دعوت روحانی بر آمدند اعزام هیأت تجار به نجف و مهارت «سید» به لارستان در ۱۳۰۹ هجری نتیجه کوتاه مدت اقداماتی بود که با هدف مبارزه قطعی با حکام محلی و استقرار امنیت شکل گرفت.